# Боровской сельсовет (Новосибирский район)
Боровской сельсовет — сельское поселение в Новосибирском районе Новосибирской области.
Административный центр — село Боровое.

## Географическое положение
Населенные пункты Боровского сельсовета расположены на живописном побережье Обского моря. Поселок Прогресс образован в 30-е годы XX века, села Боровое и Береговое — в 1953 г.

## История
Боровской сельсовет образован в 1954 г. Общая площадь, которого составляет 140 км². На территории сельсовета проживает 2584 чел.
В 1965 г. на территории сельсовета начало создаваться крупнейшее опытно-производственное хозяйство «Боровское», где успешно внедрял свои разработки СибНИПТЖ СО ВАСХНИЛ.
В начале 80-х годов на базе ОПХ был построен единственный за Уралом полностью механизированный животноводческий комплекс. Сегодня в «Боровском» выращивают зерновые культуры, развивается свиноводство, активно используются передовые агротехнические методы и высокопроизводительная сельскохозяйственная техника.
Не отстают от тружеников нивы и труженики образования. В 2007 году педагогический коллектив средней школы № 84 (директор Ю. А. Звягин), выиграл президентский грант в 1 млн рублей, на эти деньги были приобретены школьная мебель, 10 компьютеров, наглядные пособия.
Центр культурной жизни — СКО «Боровское» (директор Бесекеева З. П.). Дом культуры им. В. С. Егорова в с. Боровое — один из лучших в районе. Здесь постоянно проводятся районные праздники. Третий год подряд работает кукольный театр «Петрушка», под руководством Н. В. Сотниковой, в 2009 году он стал лауреатом межрегионального фестиваля любительских театров кукол.
На территории сельсовета успешно работают: Детская школа искусств, детский сад, две библиотеки, Боровское сельпо, МУП ДЕЗ ЖКХ «Боровское», врачебная амбулатория, два ФАПа.
Ежегодно в с. Боровом на пристани останавливается теплоход «Андрей Первозванный» с благотворительной акцией, которую совместно осуществляют представители Новосибирской епархии Русской православной Церкви, министерства социальной защиты и министерства здравоохранения Правительства Новосибирской области.
На берегу Обского моря расположены санаторий — профилакторий «Изумрудный», база отдыха и детские оздоровительные лагеря, где отдыхают жители района и области.

## Население
| 2002  | 2010  | 2012  | 2013  | 2014  | 2015  | 2016  |
| ----- | ----- | ----- | ----- | ----- | ----- | ----- |
| 2598  | ↘2328 | ↘2279 | ↘2264 | ↘2230 | ↘2204 | ↘2196 |
| 2017  | 2018  | 2019  | 2020  | 2021  |       |       |
| ↘2130 | ↘2105 | ↘2049 | ↘1979 | ↘1955 |       |       |

## Состав сельского поселения
| № | Населённый пункт | Тип населённого пункта       | Население |
| - | ---------------- | ---------------------------- | --------- |
| 1 | Береговое        | село                         | ↘438      |
| 2 | Боровое          | село, административный центр | ↘1694     |
| 3 | Прогресс         | посёлок                      | ↘196      |

## Котеджные поселки
На территории сельсовета по соседству с поселком Боровое расположены два коттеджных поселка — «Боровое-1» и новый «Боровинка». Наличие в непосредственной близости Обского водохранилища и хвойного леса делают эти места привлекательными для жизни и отдыха. В поселках проведено электричество, вода и канализация. Имеются асфальтированные дороги и охрана.
«Боровинка» находится в стадии не активного освоения. Несколько домов хозяева уже отстроили, остальные копят силы на постройку своих фамильных гнезд.

## Отдых
Длинные песчаные пляжи в обрамлении леса являются излюбленным местом отдыха как жителей Новосибирской области, так и приезжих туристов.
По сути в Боровом два пляжа. Один поближе к селу, где отдыхают местные жители и приезжие туристы, второй чуть подальше, на нем больше свободного места.
Автомобильных туристов, можно сказать, летом даже слишком много. В солнечные дни автомобили занимают всю кромку вдоль берега. К сожалению, ещё не все отдыхающие научились убирать мусор после своего плодотворного отдыха. В связи с этим администрация установила ограждение вокруг организованного пляжа и организовала платный въезд на автомобилях в прибрежную зону, чтобы получать средства и в частности расходовать их на уборку этих территорий.
В Боровом функционирует детский оздоровительный лагерь. Так же имеется палаточный кемпинг.
Сосновый лес насыщен свежим воздухом и положительной энергией. Каждый из отдыхающих здесь, получит свою порцию заряда энергии и позитивных эмоций.